# Deux Chiens de chasse liés à une souche
Deux chiens de chasse attachés à une souche  est une peinture à l'huile sur toile de Jacopo Bassano, peintre de l'école vénitienne de la Haute Renaissance italienne, datée de 1548. Elle a été peinte à l'origine pour le comte vénitien Antonio Zentani. Après avoir appartenue à différents propriétaires, elle est conservée au musée du Louvre à Paris depuis 1994, qui l'a achetée par préemption en vente publique,. 

## Description
La peinture représente deux chiens d'arrêt, des braques aux oreilles pendantes. Celui allongé au premier plan est blanc et roux ; l'autre, au second plan, debout sur ses pattes, a une robe brune.

## Analyse
L'artiste est célèbre pour ses représentations d'animaux. Selon Carlo Ridolfi, biographe des peintres vénitiens, Jacopo a placé un serpent venimeux d'apparence réaliste parmi les plantes de son jardin d'herbes aromatiques dans sa ville natale de Bassano del Grappa : on dit qu'il a surpris les gens et fait la promotion de son art.
Cette œuvre est l'un des plus anciens portraits d'animaux créés après le début de la période moderne. Bien que Jacopo Bassano ait déjà représenté des créatures mortes dans des natures mortes et expérimenté des représentations d'animaux sur papier, cette œuvre est la première à créer un nouveau genre de peinture à l'huile. Pierre Rosenberg la considère comme le chef-d'œuvre de la peinture animalière.
Le commanditaire, Antonio Zantani était un érudit et un auteur réputé, peintre amateur et important éditeur. La marque d'éditeur de ses ouvrages porte un chien, tantôt assis, tantôt couché, lié à un arbre et accompagné des devises Solus honor (l'honneur avant tout) et Malo mori quam transgredi (plutôt mourir que faillir) : l'animal symbolisant alors l'honneur et la loyauté,. Le tableau de Bassano se veut aussi une allégorie des « vertus, fidélité, tempérance, célébrées par la devise de Zantani ».
Jacopo est connu pour avoir représenté ses propres chiens dans des peintures d'histoire : les deux chiens de cette œuvre sont probablement inspirés des propres chiens de l'artiste. Chaque détail du corps de l'animal a été soigneusement étudié et reproduit avec précision. Une habileté particulière est démontrée dans la représentation de l'éclat du pelage du chien au premier plan et des pattes du chien à l'arrière-plan. Les chiens sont représentés comme s'ils étaient vivants, avec leurs pattes pliées et leurs yeux mi-clos, ressemblant à des portraits. Par contre, les souches et les nuages dans le ciel donnent une impression plate.

## Postérité

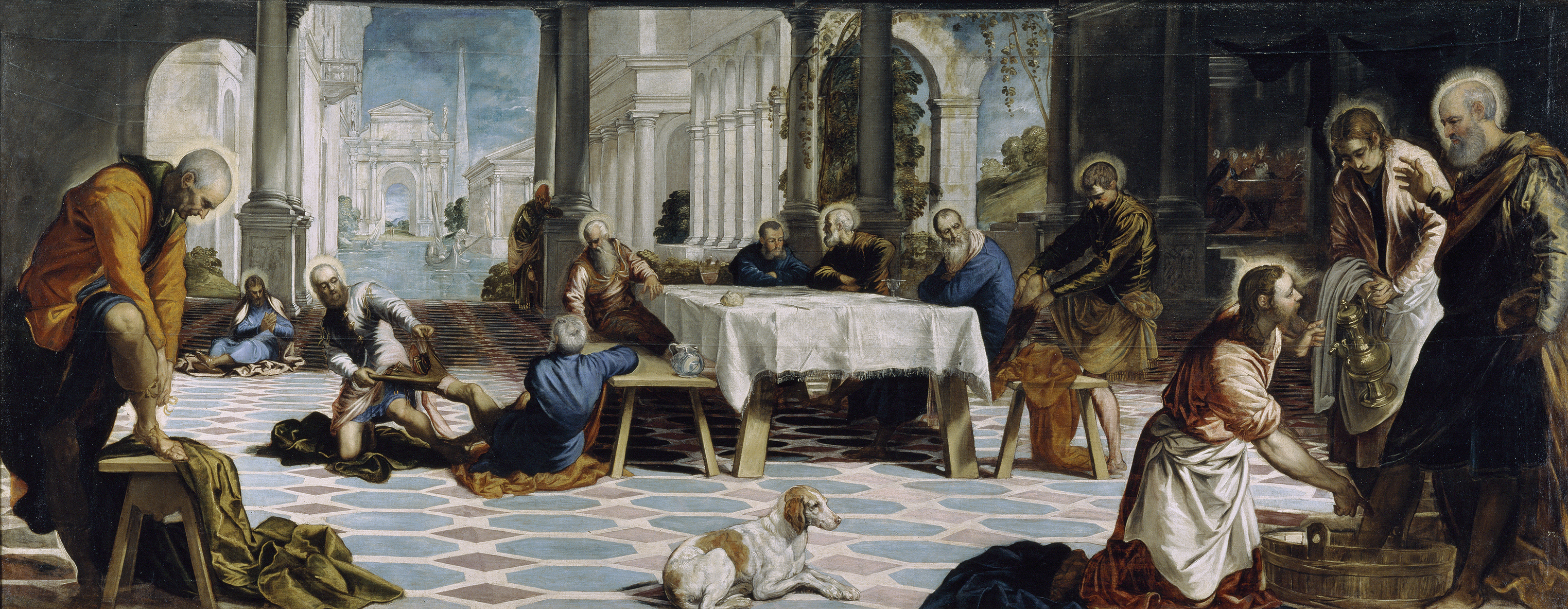
Le Tintoret, Le Christ lavant les pieds de ses disciples (vers 1548-1549), musée du Prado, Madrid.

Le Tintoret, maître de l'école vénitienne, a peint plusieurs portraits de la famille d'Antonio Zentani, qui a commandé cette œuvre, il est donc possible qu'il ait vu cette œuvre chez lui. Il a inclus le chien représenté au premier plan dans son œuvre Le Christ lavant les pieds des disciples (musée du Prado, Madrid ) en l'honneur de son collègue Jacopo,.